# 현악 사중주 7-9번, 작품 번호 59 - 라주몹스키 (베토벤)
세 개의 라주몹스키 현악 사중주, 작품 번호 59는 오스트리아의 빈 주재 러시아 대사 안드레이 라주몹스키 백작의 위촉에 따라 1806년에 루트비히 판 베토벤에 의해 쓰인 현악 사중주이다
- 현악 사중주 7번 바장조, 작품 번호 59-1번
- 현악 사중주 8번 마단조, 작품 번호 59-2번
- 현악 사중주 9번 다장조, 작품 번호 59-3번

세 개의 사중주로 구성된 이 작품번호 59 세트는 보통 "중기" 현악 사중주, 또는 단순히 "중기 사중주"의 작품으로 알려진 것 들 중 첫 번째의 것이다. 나머지의 것은 곡은 작품 번호 74와 작품 번호 95이다. 많은 사중주단은 다섯 개의 사중주 모두를 한 세트로 기록한다.
베토벤은 그에게 임부를 부여한 왕자를 기리기 위해 첫번째의 두 사중주에서 특징적인 러시아 주제를 사용한다.
- 작품 번호 59-1에서는 "러시아 주제"'(악보에 기입되어 있음)가 마지막 악장 주요 주제이다.

- 작품 번호 59-2에서는 "러시아 주제"가 3악장의 B 부분에 있다.

- 작품 번호 59-3에서는 악보에 명시적으로 이름이 붙여진 "러시아 주제"는 없지만, 많은 학자들은 제2악장의 제1주제를 러시아에서 유래한 것으로 보고 있다.

세 개의 사중주는 모두 1808년에 빈에서 한 세트로 출판되었다.

## 반응
이전에 들어본 적이 없던, 베토벤의 사중주는 내용이나 감정적 범위에서 확립된 현악 사중주의 장르에서 벗어났기 때문에, 처음 접한 청중이나 평론가, 연주가들은 당황했고, "음악이 아니다"라는 불평을 내놓았다. 그러나 베토벤은 그들에게 "그것들은 여러분을 위한 것이 아니라, 나중을 위한 것"이라고 말했다. 베토벤의 새로운 사중주에 대한 호평에 가장 가까운 것은, 1807년 2월 27일에 독일의 음악전문지 "일반음악신문"을 통해 발표되었다: "베토벤의 현악 사중주 세 편이 모든 감정가의 관심을 끌고 있다. 개념이 심오하고 시공도 훌륭하다. 하지만, 쉽게 이해할 수 있는 것은 아니다."

## 참고 문헌 및 추가 자료
- 조셉 커먼, 베토벤 사중주. 1966년 뉴욕, WW Norton & Co. ISBN 0-393-00909-2
- 로버트 윈터와 로버트 마틴, Ed., 베토벤 사중주. 버클리, 캘리포니아 대학 출판부, 1994년, ISBN 0-520-08211-7

## 같이 보기
- 루트비히 판 베토벤의 작품 목록
- 베토벤의 현악 사중주